# ソビト
「ソビト」は、GReeeeNの楽曲。ZEN MUSICからアルバムに先駆けて2017年1月18日に配信された。

## タイアップ
- 映画 ｢キセキ -あの日のソビト-｣ 主題歌

## 曲の詳細
1. ソビト [4:57]
  - 作詞・作曲 : GReeeeN